# غالينا لوكاشينكو
غالينا روديونوفنا لوكاشينكو (باللعة البيلاروسية: Галіна Радзівонаўна Лукашэнка و باللغة الروسية: Галина Родионовна Лукашенко) وهي زوجة رئيس بيلاروسيا، ألكسندر لوكاشينكو وهي السيدة الأولى الحالية لبيلاروسيا. انفصالت عن الإسكندر الذي أقام علاقات غرامية خارج إطار الزواج، وأنجبت ابنًا، اسمه نيكولاي.

## سيرتها الشخصية
ولدت في يوم رأس السنة من عام 1955م وهي ابنة روديون جورجيفيتش زيلنيروفيتش (1928-1983م) من بريست و إيلينا فيدوروفنا زيلنيروفيتش (1929-2019م)، من سلوتسك. التقت ألكسندر لوكاشينكو عندما كانت لا تزال في المدرسة الثانوية في قرية ريجكوفيتشي، وتزوجا في عام 1975م بعد تخرجها من معهد موغيليف التربوي (الآن جامعة موغيليف الحكومية). و في هذا الوقت عملت في روضة أطفال منذ يناير 1998م، حيث كانت الرئيسة التنفيذية الإقليمية لقسم لجنة موغيليف لتحسين الإسكان.
لم تنتقل مع زوجها إلى مينسك في بداية مسيرته الرئاسية و بدلاً من ذلك أمضت حياتها في شارع Zemlyanichnaya في شكلاو، حيث عاشت هناك منذ ذلك الحين. نادرًا ما ترافق زوجها في المناسبات العامة ويقال إنها نادرًا ما تراه. حيث كانت إحدى اللحظات الأولى التي شوهد فيها الزوجان معًا هي السنة التي تم فيها انتخاب لوكاشينكو، عندما كان في زيارة دولة لإسرائيل.